# غايتان بونغ

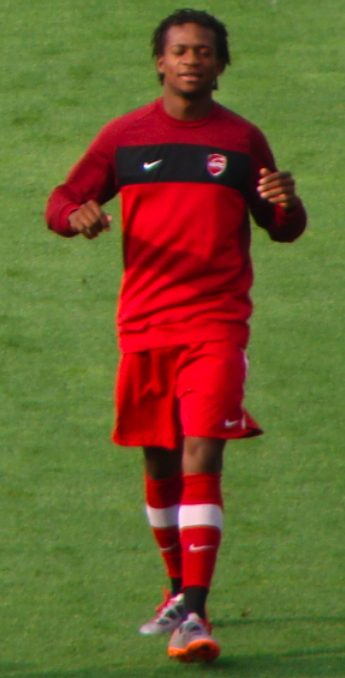

غايتان بونغ (بالفرنسية: Gaëtan Bong)‏ (مواليد 25 أبريل 1988 في ساكباييم - الكاميرون) لاعب كرة قدم كاميروني يلعب حاليا لصالح نادي الدرجة الأولى فالينسيان الفرنسي منذ 2009 في مركز قلب الدفاع .

## روابط خارجية
- غايتان بونغ على موقع الاتحاد الدولي (مؤرشف)  (الإنجليزية)
- غايتان بونغ على موقع رابطة كرة القدم الفرنسية للمحترفين (الإنجليزية)
- غايتان بونغ على موقع قاعدة بيانات كرة القدم.إي يو (الإنجليزية)
- غايتان بونغ على موقع ناشيونال فوتبول تيمز (الإنجليزية)
- غايتان بونغ على موقع Soccerbase.com (لاعب) (الإنجليزية)
- غايتان بونغ على موقع Soccerway.com (الإنجليزية)
- غايتان بونغ على موقع عالم كرة القدم.نت (الإنجليزية)
- غايتان بونغ على موقع كووورة
- غايتان بونغ على موقع AS.com (الإسبانية)